# The Thomas Crown Affair (película de 1968)
The Thomas Crown Affair (conocida como El caso Thomas Crown en España, El affaire de Thomas Crown en México y Sociedad para el crimen en Argentina) es una película de 1968 dirigida y producida por Norman Jewison y protagonizada por Steve McQueen y Faye Dunaway. Fue nominada a dos Óscar, ganando el de mejor canción original por The Windmills of Your Mind, de Michel Legrand. En 1999 se produjo un remake.

## Argumento
Thomas Crown (Steve McQueen), un millonario hombre de negocios y deportista, comete el crimen perfecto haciendo que cinco hombres roben 2.660.527,62 dólares de un banco de Boston y tiren el dinero en un cubo de basura en un cementerio. Thomas nunca se encuentra cara a cara con ninguno de los cinco, ni antes ni después del crimen, y ellos no se conocen entre sí. Recupera el dinero y lo deposita anónimamente en un banco de Ginebra.
Vicki Anderson (Faye Dunaway), una investigadora independiente de una aseguradora, recibe la tarea de investigar el atraco y recibirá un porcentaje del dinero robado si lo recupera. Cuando Thomas atrae su atención como posible sospechoso, ella le reconoce por intuición como el cerebro de la operación.
Thomas no necesita el dinero, pero sí algo de diversión. Juega al polo y al golf, pilota un planeador y conduce un buggy, pero sufre de un aburrimiento general. Vicki le deja claro que sabe que el ladrón es él y pretende demostrarlo. Así comienzan un juego del gato y el ratón, haciéndose evidente la atracción entre ambos, y su relación pasa pronto a ser amorosa, lo que complica el juramento de Vicki de encontrar el dinero y ayudar al investigador de policía, el detective Eddie Malone (Paul Burke) a llevar a los culpables ante la justicia.
Una oferta de recompensa anima a la mujer del conductor del grupo de ladrones, Erwin Weaver (Jack Weston) a delatarle. Vicki descubre que un hombre que él nunca vio le contrató. Intenta poner a Erwin en la misma habitación que Thomas, pero no hay signos de reconocerse por parte de ninguno de los dos. Sin embargo, Vicki está estrechando claramente el cerco alrededor de Thomas.
Thomas organiza otro robo exactamente idéntico al primero y le dice a Vicki dónde se dejará el dinero, porque necesita estar seguro de que ella está de su parte. El robo tiene éxito, pero se producen disparos y se sobreentiende ante el espectador que puede haber habido muertos, no quedando clara la decisión de Vicki.
Vicki va con los policías al cementerio donde ven a uno de los ladrones dejar el botín y esperan a que Thomas haga acto de presencia para arrestarle, pero cuando llega su Rolls Royce, en lugar de Thomas hay un mensajero con un telegrama para ella pidiéndole que le traiga el dinero y se reúna con él, o que si no se quede el Rolls Royce como regalo. Ella rompe el telegrama en pedazos y los lanza al viento, mirando al cielo con lágrimas en los ojos, mientras Crown se marcha volando en un jet.

## Reparto
- Steve McQueen como Thomas Crown.
- Faye Dunaway como Vicki Anderson.
- Paul Burke como el detective Eddie Malone.
- Jack Weston como Erwin Weaver.
- Gordon Pinsent como Jamie McDonald.
- Biff McGuire como Sandy.
- Yaphet Kotto como Carl.
- Addison Powell como Abe.
- Astrid Heeren como Gwen.

## Producción
El uso de separación de pantallas para mostrar varias acciones simultáneas se inspiró en las películas rompedoras de la Expo 67 In the Labyrinth y A Place to Stand, que después fueron pioneras en el uso de la técnica de imagen multi-dinámica de Christopher Chapman, imágenes desplazándose en paneles móviles. Steve McQueen estaba disponible para asistir a un preestreno de A Place to Stand en Hollywood, y le dijo personalmente a Chapman que estaba muy impresionado; al año siguiente, Norman Jewison había incorporado la técnica en la película, insertando las escenas en el producto ya terminado.
La fotografía es poco común para una película del Hollywood mainstream, al usar el modo de pantalla partida. McQueen hizo sus propias escenas jugando polo y conduciendo un buggy a toda velocidad en la playa de Massachusetts, de forma similar a cuando protagonizó la película Bullitt unos meses más tarde, y donde condujo un Ford Mustang por San Francisco a más de 160 km/h. En una entrevista, McQueen diría que esta era su película favorita.
El coche que conduce Dunaway, mencionado como "una de esas cosas rojas italianas", es el primero de los únicos diez Ferrari 275 GTB/4 NART Spyders que se fabricaron. A día de hoy, este modelo es uno de los Ferraris más valiosos de todos los tiempos. A McQueen le encantó el coche, y logró finalmente hacerse con uno para él.
Sean Connery había sido la elección original para el papel protagonista, pero no lo aceptó, una decisión de la que después se arrepintió. El rodaje se hizo principalmente en exteriores en Boston y en zonas alrededor de Massachusetts y New Hampshire.

## Recepción
La película tuvo un éxito moderado de taquilla, con unos ingresos de 14 millones de dólares sobre un presupuesto de 4,3 millones. Las críticas fueron mixtas. Se alabó la química entre McQueen y Dunaway y la estilizada dirección de Jewison, pero se consideró que el argumento y el guion eran bastante frágiles. Rogert Ebert le dio 2,5 estrellas sobre 4 y la calificó como "posiblemente la película con menos argumento y guion y con más exceso de fotografía del año. Lo que no significa que no esté bien. Lo está". A pesar de esta reacción tibia, se ha convertido con el tiempo en una película de culto, y ha inspirado una nueva versión, protagonizada por Pierce Brosnan y  Rene Russo.
La película ganó el Óscar a la mejor canción original por The Windmills of Your Mind, con música de Michel Legrand y letra de Alan y Marilyn Bergman. También fue nominada a la mejor banda sonora original, obra también de Legrand.[cita requerida]